# 王同倫
王同倫（1531年—？），字仲行，號明斋，河南衛輝府輝縣人，民籍，明朝政治人物。同進士出身。

## 生平
嘉靖三十四年乙卯科（1555年）河南鄉試第三十九名。嘉靖三十五年（1556年），登第三甲第一百三十五名進士。吏部观政！授直隶贵池县知县，嘉靖三十七年（1558年）改任直隸丹徒縣知縣。三十八年升兵部主事，致仕。

## 家族
曾祖王昭；祖父王煦，贈知縣；父王垽，府同知。嫡母劉氏（贈孺人）；繼母姜氏（封孺人）；生母李氏。兄王同文（舉人）、弟同遊（生员）、同和、同芳。